# Де Форест Браш, Джордж
Джордж де Форест Браш (англ. George de Forest Brush; 1855—1941) — американский художник. В сотрудничестве со своим другом, художником Эбботом Тайером, сделал весомый вклад в создание военного камуфляжа.

## Биография
Родился 28 сентября 1855 года в городе Shelbyville, штат Теннесси, в семье Alfred Clark Brush и его жены Nancy Douglas, переехавших из Новой Англии в город Данбери, штат Коннектикут.
Первоначально обучался в Национальной академии дизайна в Нью-Йорке, затем продолжил образование в Париже в Школе изящных искусств под руководством Жана-Леона Жерома, где студентом был и Тайер. В 1880 году он вернулся в США.
По возвращении из Парижа, в этом же 1880 году, вместе со своим братом совершил деловую поездку в Вайоминг. Здесь он задержался на несколько месяцев, жил среди различных коренных американцев, в том числе арапахо, кроу и шошонов. Когда он вернулся домой, то написал серию картин на тему из жизни индейцев. В начале 1880-х годов некоторые из них были опубликованы в известных периодических изданиях, включая Harper’s Weekly и The Century Magazine, как свидетельства очевидцев жизни коренного населения Америки. Затем его живопись эволюционировала от героической жизни индейцев до эпохи Возрождения, где на его работах в качестве натурщиков были жена и дети.
Среди многочисленных наград художника были медали на Всемирной выставке в Чикаго (1893), Всемирной выставке в Париже (1900), Панамериканской выставке в Буффало (1901) и Всемирной выставке в Сент-Луисе (1904). Де Форест Браш был избран членом Общества американских художников, Национальной академии дизайна (1908) и Американской академии искусств и литературы (1910).
Умер 24 апреля 1941 года в городе Хановер, штат Нью-Гэмпшир. Был похоронен на кладбище Dublin Town Cemetery города Даблин, Нью-Гэмпшир.

Некоторые работы
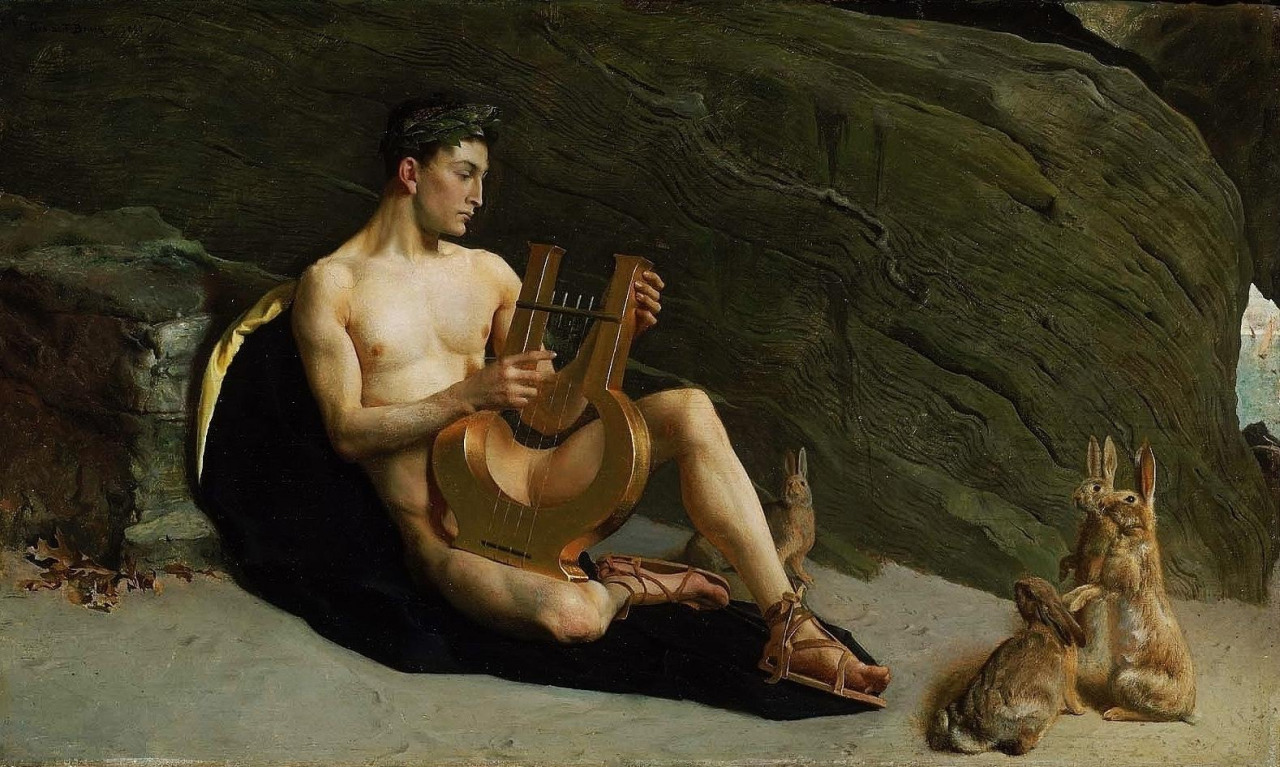
Orpheus
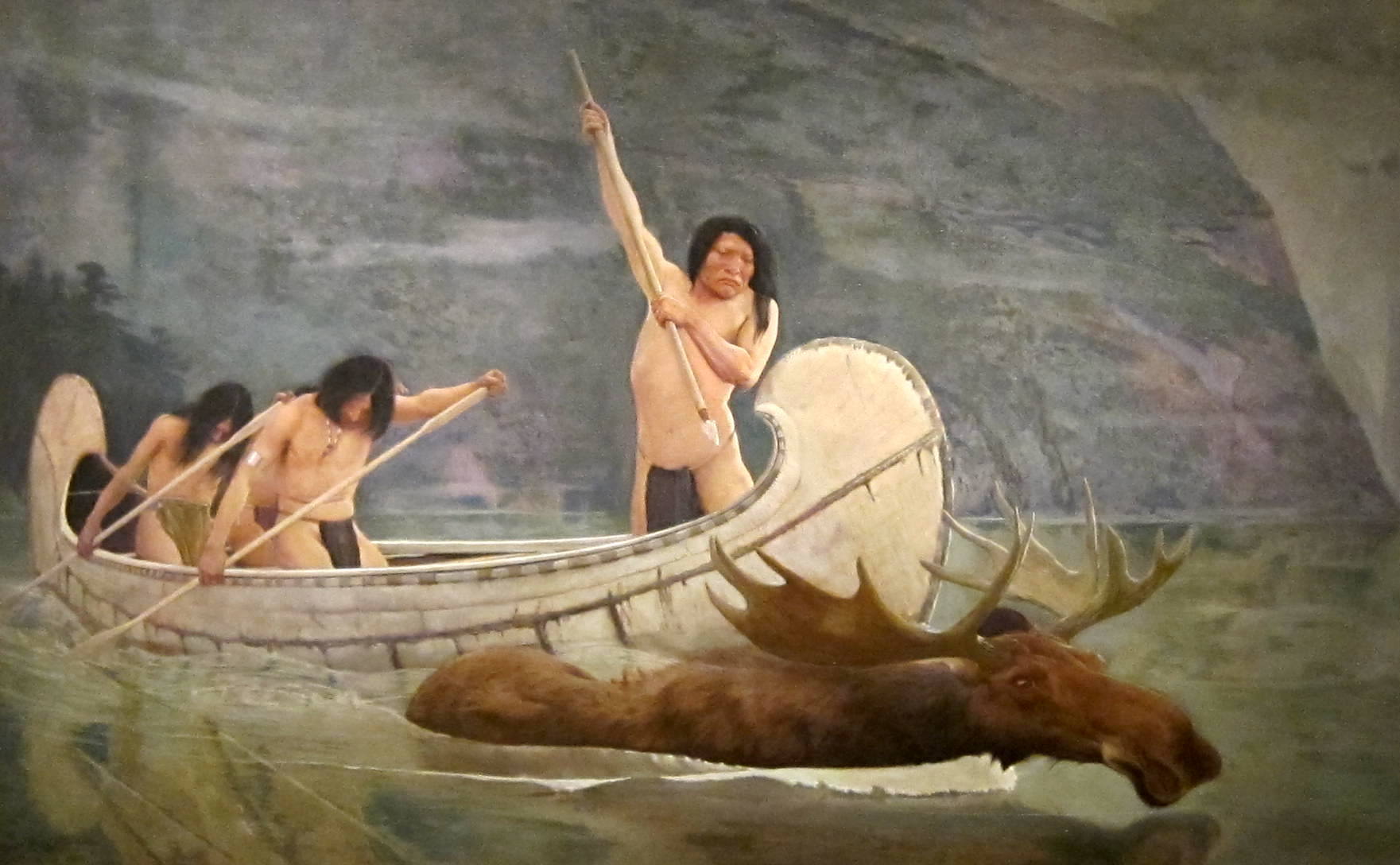
The Moose Chase

### Семья
С 1886 года был женат на художнице и авиаторе Мэри Браш (Mary «Mittie» Taylor Whelpley Brush, 1865—1949). В семье было девять детей. Их сын Жером Браш (1888—1954) стал скульптором. Почти тридцать лет спустя его старшая дочь, живописец и театральный художник Nancy Douglas Bowditch (1890—1979), опубликовала яркую работу о жизни отца. Его праправнук Линкольн Чейфи (род. 1953) является американским политиком — 74-м губернатором штата Род-Айленд.
Родственницей художника является юная художница-сюрреалистка Отем де Форест.

## Работа в области камуфляжа
Семья художника часто проводила лето в Даблине, штат Нью-Гэмпшир, где была колония художников, и где они в итоге остановились. В числе других жителей колонии и городка был Эббот Тайер, который заинтересовался защитной окраской в природе, что применительно к повседневной жизни людей известно как камуфляж. В 1898 году оба художника работали над способами камуфляжа в военных целях. Тайером был разработан принцип камуфляжа, названный Countershading («противотени», другое название Thayer's Law), который использовался для снижения заметности корабля. Позже он был запатентован на обеих художников, как патент США № 715013 — «Process of Treating the Outside of Ships, etc., For Making Them Less Visible».
Жена Джорджа была пионером авиации в США и в 1916 году они приобрели самолёт Morane-Borel monoplane (также известный как Morane-Saulnier). Художник экспериментировал с самолётом, чтобы уменьшить его видимость, делая крылья и фюзеляж прозрачными. Его жена Мэри тоже принимала участие в этой работе.